# Ledrada
Ledrada – gmina w Hiszpanii, w prowincji Salamanka, w Kastylii i León, o powierzchni 16,95 km². W 2011 roku gmina liczyła 534 mieszkańców.